# Bargunsegner
Das Bargunsegner ist der rätoromanische Dialekt, der in Bergün im Kanton Graubünden und Teilen des Albulatals gesprochen wird.
Er gehört zur surmeirischen Sprache, bewahrte aber nicht zuletzt aufgrund der Tatsache, dass Bergün sich im Gegensatz zu weiten Teilen Mittelbündens der Reformation anschloss und sich konfessionell zum Engadin hin orientierte, einige Eigenheiten.
Das Bargunsegner ist in seiner Existenz stark bedroht, wird es doch von nur mehr etwa 10 % der Bevölkerung in seinem Ursprungsgebiet gesprochen.
Die Primarschule in Bergün ist einsprachig deutsch. Rätoromanisch wird als Fremdsprachenfach unterrichtet, hier allerdings im Idiom Puter des Oberengadins, welches in Bergün traditionell als Schriftstandard gebraucht wurde.